# Darya Özbek
Darya Özbek (née Chmil le 13 septembre 1983 à Kiev) est une ancienne joueuse de volley-ball turco-ukrainienne. Elle mesure 1,88 m et jouait au poste de passeuse. Elle est mariée au volleyeur turque, Engin Özbek. Elle a mis un terme à sa carrière de volleyeuse professionnelle en  octobre 2019.

## Clubs
| Club                      | De        | À         |
| ------------------------- | --------- | --------- |
| Jinestra Odessa           | 1998-1999 | 2004-2005 |
| Galitchanka Ternopil      | 2005-2006 | 2005-2006 |
| Beşiktaş Istanbul         | 2006-2007 | 2006-2007 |
| Giannino Pieralisi Volley | 2007-2008 | 2007-2008 |
| Yeşilyurt İstanbul        | 2009-2010 | 2009-2010 |
| Khimik Youjne             | 2010-2011 | 2011-2012 |
| Proton Balakovo           | 2012-2013 | 2012-2013 |
| Sarıyer Belediyesi        | 2013-2014 | 2013-2014 |
| Balıkesir BBSK            | oct 2015  | déc 2015  |
| Samsun 19 Mayıs GSK       | 2015-2016 | 2015-2016 |
| Yeşilyurt İstanbul        | 2016-2017 | 2016-2017 |
| Anakent Spor Kulübü       | jan 2017  | mai 2017  |
| Sarıyer Belediyesi        | 2017-2018 | 2017-2018 |
| Aydın BBSK                | 2018-2019 | 2018-2019 |

## Palmarès
- Challenge Cup
  - Finaliste : 2019.
- Championnat d'Ukraine[5]
  - Vainqueur : 2001, 2002, 2003, 2004, 2011, 2012.
  - Finaliste : 2000, 2005.
- Coupe d'Ukraine[5]
  - Vainqueur : 2001, 2002, 2003.
  - Finaliste : 2011, 2012.